# Myxine hubbsi
Myxine hubbsi är en ryggsträngsdjursart som beskrevs av Robert L. Wisner och A.J.S. McMillan 1995. Myxine hubbsi ingår i släktet Myxine och familjen pirålar. IUCN kategoriserar arten globalt som livskraftig. Inga underarter finns listade i Catalogue of Life.